# Beriózovka (Krasnoiarsk)
|  | No s'ha de confondre amb Beriózovski (Krasnoiarsk). |

Beriózovka (en rus: Берёзовка) és un poble (un possiólok) del krai de Krasnoiarsk, a Rússia, que el 2017 tenia 20.995 habitants.